# Vân Sơn, Bắc Ninh
Vân Sơn là một xã thuộc tỉnh Bắc Ninh, Việt Nam.

## Địa lý
Xã Vân Sơn có vị trí địa lý:
- Phía đông giáp xã Thái Bình, tỉnh Lạng Sơn
- Phía tây giáp xã Sơn Động
- Phía nam giáp xã An Lạc
- Phía bắc giáp phường Đại Sơn.

Xã Vân Sơn có diện tích 134,15 km², dân số 8.331 người, mật độ dân số đạt 62 người/km².

## Lịch sử
Ngày 8 tháng 12 năm 2016, HĐND tỉnh Bắc Giang ban hành Nghị quyết số 41/NQ-HĐND về việc sáp nhập thôn Khe Dín vào thôn Khe Ang.
Ngày 16 tháng 6 năm 2025, Ủy ban Thường vụ Quốc hội ban hành Nghị quyết số 1658/NQ-UBTVQH15 của UBTVQH về việc sắp xếp các đơn vị hành chính cấp xã của tỉnh Bắc Ninh năm 2025. Theo đó, sắp xếp toàn bộ diện tích tự nhiên, quy mô dân số của xã Hữu Sản và xã Vân Sơn thành xã mới có tên gọi là xã Vân Sơn.